# Internet Explorer 8
Windows Internet Explorer 8 (forkortet IE8) er den ottende udgave af webbrowseren Internet Explorer udviklet og udgivet af Microsoft den 19. marts 2009, og er efterfølgeren til Internet Explorer 7, som blev udgivet i 2006. Internet Explorer 8 er standard browser til Windows 7 og Windows Server 2008 R2. Pr. januar 2011 lå skøn over IE8 globale markedsandel fra 26 procent til 33 procent.
Internet Explorer 8 er den første version af IE for at bestå Acid2 test, og den sidste af de store browsere til at gøre det, selv om det scorer kun 20/100 om Acid3 Test. Ifølge Microsoft, sikkerhed, brugervenlighed, og forbedringer i RSS , Cascading Style Sheets , og Ajax var støtte sine prioriteter for IE8.
Internet Explorer 8 understøttes på Windows XP, Windows Server 2003 og Windows Vista. Efterfølgeren Internet Explorer 9, understøttes kun på Windows Vista, Windows Server 2008 R2 og Windows 7. Internet Explorer 8 er i øvrit den sidste version af Internet Explorer der er understøttet på Windows XP.

## Udgivelse historie
| Version                | Version        | Udgivelsesdato    | Windows XP SP2 / Windows Server 2003 SP1 | Windows Vista / Windows Server 2008 | Windows 7  | Sprog |
| Navn                   | Nummer         | Udgivelsesdato    | Windows XP SP2 / Windows Server 2003 SP1 | Windows Vista / Windows Server 2008 | Windows 7  | Sprog |
| ---------------------- | -------------- | ----------------- | ---------------------------------------- | ----------------------------------- | ---------- | ----- |
| Beta 1                 | 8.0.6001.17184 | 5. marts 2008     | Ja                                       | Ja                                  | Nej        | 3     |
| Beta 2                 | 8.0.6001.18241 | 27. august 2008   | Ja                                       | Ja                                  | Ja         | 25    |
| Partner Build (Pre RC) | 8.0.6001.18343 | 10. december 2008 | Ja                                       | Ja                                  | Ja         | 1     |
| Release Candidate      | 8.0.6001.18372 | 26. januar 2009   | Ja                                       | Ja                                  | Ja         | 25    |
| Udgivet                | 8.0.6001.18702 | 19. marts 2009    | Ja                                       | Ja                                  | Inkluderet | 25–63 |

## Fjernede funktioner
- Det er ikke længere muligt at få Internet Explorer til automatisk at åbne den aktuelle session ved næste opstart. Brugeren bør nu gøre det manuelt.[11]
- Adresse Bar indbygget autofuldførelse.
- CSS understøttes ikke længere i Internet Explorer 8 Standards tilstand.[12]
- Åbning af web-mapper (skal ske gennem drevet kortlægnings værktøjer).[13]
- Støtte til proprietære <wbr>  element tabes [14]
- Muligheden for at slette filer og indstillinger gemmes af addons eller ActiveX-objekter. det udføres snarere automatisk.[15]
- Hjemmeside links og billeder kan kun trækkes til skrivebordet eller til et åbent Explorer-vindue.[16]

## Systemkrav
IE8 kræver mindst:
- Operativsystemer:
  - Windows Server 2008
  - Windows Vista
  - Windows Server 2003 SP2
  - Windows XP SP2 eller nyere

- Processorhastighed:
  - 233 MHz
- Hukommelse:
  - 64 MB på 32-bit versioner af Windows XP eller Windows Server 2003
  - 128 MB på 64-bit versioner af Windows XP eller Windows Server 2003
  - 512 MB på Windows Vista eller Windows Server 2008

- Skærm:
  - Super VGA (800 x 600) skærm med 256 farver
  - Periferienheder: modem eller internetforbindelse, mus eller kompatibelt pegeredskab